# 和疋
和疋（4世纪—452年），中国南北朝北魏官员，官至侍中。
和疋封吴兴公。452年（正平二年）魏太武帝驾崩，薛提和尚書左僕射蘭延、侍中和疋密不发丧。蘭延、和疋以为皇嫡孫拓跋濬年纪尚小，建议立年長皇子秦王拓跋翰即位。于是征召秦王拓跋翰入宫，把他安置在一个秘密房间里。薛提反对，力主立拓跋濬即位。反复讨论很久没有决定。中常侍宗愛自认为他已得罪于拓跋濬的父亲景穆太子拓跋晃，而平时一向就讨厌秦王拓跋翰，只跟南安王拓跋余关系密切，于是把拓跋余从中宫小门秘密迎入后宫。再假造赫連皇后之令，召和疋等人入宫。和疋等人认为宗爱的地位一向很低，没有怀疑，全都随宗爱进宫。宗爱派三十个宦官手持武器在宫中埋伏，和疋等人入宫，就被伏兵所杀。